# Annectacarus aokii
Annectacarus aokii är en kvalsterart som beskrevs av Jaikumar, Haq och K. Ramani 1994. Annectacarus aokii ingår i släktet Annectacarus och familjen Lohmanniidae. Inga underarter finns listade i Catalogue of Life.